# Éveux
Éveux – miejscowość i gmina we Francji, w regionie Owernia-Rodan-Alpy, w departamencie Rodan.
Według danych na rok 1990 gminę zamieszkiwało 817 osób, a gęstość zaludnienia wynosiła 246 osób/km² (wśród 2880 gmin regionu Rodan-Alpy Éveux plasuje się na 894. miejscu pod względem liczby ludności, natomiast pod względem powierzchni na miejscu 1630.).